# チェ・ハン
チェ・ハン（朝: 최한、1976年8月8日 - ）は、大韓民国の男性声優。1999年から韓国MBC（文化放送声優劇会）に所属している。MBC15期。現在はMBCの専属契約を離れ、フリーランスとして活動。

## 出演作品
※太字は主役・ヒロイン・メインキャラクター。

### アニメ

#### 日本作品の吹き替え
- ガンパレード・オーケストラ（石塚弘）
- おジャ魔女どれみ＃（国王）
- NANA（一ノ瀬巧）
- ドクタースランプ（則巻千兵衛）
- デスノート（模木完造）
- らんま1/2（九能校長）
- BLEACH（浦原喜助）
- エアマスター（屋敷俊）
- 烈火の炎（紅麗）
- おおきく振りかぶって（志賀剛司・畠篤史）
- トリニティ・ブラッド（トレス・イクス）
- ロックマンエグゼAXESS（ウィンドマン、貴船誠心、シェードマン）
- ロックマンエグゼStream（貴船誠心、犬飼猛雄、ジャイロマン、シェードマン、デューオ）

#### 韓国オリジナル作品
- トゥルトゥルトゥ ナロンイ（ナロンイの父・ナロンイの兄）
- 快傑ロンマン ナロンイ（快傑 ヘディンマン・ナロンイの父）
- シャドーファイター（イーグル）
- 少女チャングムの夢（中宗国王）
- バイトチョイカー（이건우）
- Limbus Company（グレゴール）

### 映画の吹き替え
- ダイヤモンド・イン・パラダイス（スタン・ロイド（ウディ・ハレルソン））

### ゲームの吹き替え
- アークナイツ（リ－）